# Grup Sardanista Riallera
El Grup Sardanista Riallera, antigament anomenat Colla Sardanista Riallera, és una entitat sardanista de Vic (Osona), fundada l'any 1948.
L'entitat està formada per la colla mare, Riallera (en categoria gran), i 4 colles filials: Entre Boires, en categoria veterana. Montseny, en categoria juvenil. Arquiris, en categoria infantil. Trèvol, en categoria alevina.
El grup ha estat una escola per a molts sardanistes de la comarca. Més de 600 persones han format part, durant més o menys temps, d'aquesta entitat.

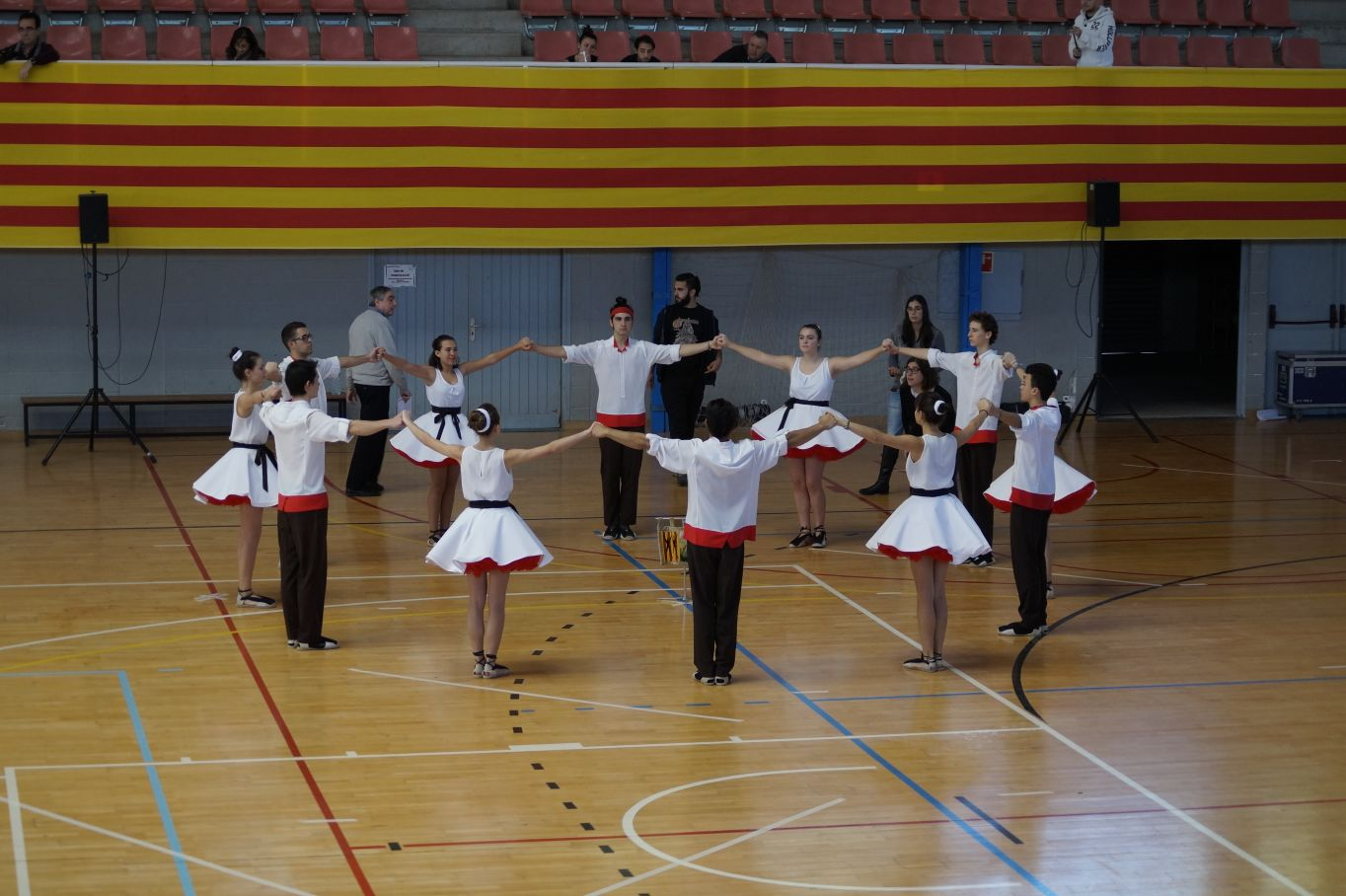
Colla Montseny a la final de punts lliures 2017 a Figueres

## Història
La colla Riallera és la colla mare del grup sardanista i una de les més antigues de Catalunya. Va ser fundada el 1948 pel vigatà Manel Romaní i Rovira, que engrescà alguns companys per formar una anella sardanista de competició. El nom de la colla prové del fragment de la sardana L'Empordà, d'Enric Morera i Joan Maragall, en la que s'hi esmenta una "plana riallera", que els balladors van associar a la seva "Plana de Vic". El primer entrenador fou Miquel Casanovas, a qui s'atribueix el disseny de l'escut. Després d'alguns pocs entrenaments a la terrassa del Cafè Michel, sortiren a concurs per primera vegada el 7 d'agost de 1948, a Torelló.
El 1949 la colla estrenà el vestuari que sempre l'ha caracteritzat i que s'inspira en els vestits d'hereu i pubilla, que convenientment actualitzat i renovat, s'ha utilitzat fins al 2007. El 1950 Manel Romaní va substituir Miquel Casanovas d'entrenador i va seguir essent-ho de manera continuada durant 35 anys, fins al 1985.
La primera etapa de la colla va del 1948 al 1955. Foren uns anys de consolidació. La colla es convertí a poc a poc en una de les colles de més nivell de Catalunya. L'any 1954 la Riallera va guanyar per primera vegada el famós concurs del Poble Espanyol, a Barcelona. Tanmateix, a mitja temporada de 1955 la colla es va desfer, bé que en Manel Romaní va aconseguir el 1962 fer-la renéixer, essent ell també l'entrenador. Començà llavors una de les èpoques més dinàmiques de l'entitat coincidint amb un desvetllament general de tot el món sardanista. El 1963 la Riallera ingressà a la Unió de Colles Sardanistes i començà a participar en el Campionat de Catalunya, que s'abandonà el 1973 per discrepàncies amb els jurats. S'hi tornà a inscriure a partir de 1989. Als anys setanta la colla Riallera es feu un nom molt important dins tot el món sardanista i es guanyaren la majoria dels principals concursos del moment. El 1977 Manel Romaní va rebre la medalla d'or al mèrit cultural atorgada per la Diputació de Barcelona. En aquesta etapa, concretament el 1969, neix la primera colla filial del grup Riallera amb el nom de colla Montseny. En un inici, la Montseny es va formar amb dansaires grans que, després d'una etapa d'inactivitat, van reactivar-se el 1992 com a colla infantil, primer, i juvenil, després.
La història de l'entitat pren altres camins a partir de 1985. En plegar Manel Romaní, un dansaire veterà, Jordi Jiménez, pren el seu relleu i serà entrenador fins al 1994. Ell fou el principal impulsor que la colla tornés al campionat de Catalunya el 1989 i que el 1990 s'aconseguís pujar a la categoria del Bàsic d'Honor A, la màxima categoria. El 1986 la colla va redactar els seus primers estatuts, que foren aprovats per la Generalitat de Catalunya. L'activitat de la colla fou ben intensa als anys noranta. Alguns dansaires de la colla foren voluntaris dels Jocs Olímpics de 1992 i participaren en la cerimònia d'inauguració. També foren els membres de la Riallera, el 2 d'octubre de 1993, els primers a ballar una sardanova a Vic.
L'antic dansaire Josep Pujols va entrenar la colla a la segona meitat de la temporada 1994 i, des de 1995 i fins al 2001, va ser-ne entrenador el dansaire Àlex Carol. En el Campionat de Catalunya, destaca el 5è lloc de les temporades 2000 i 2001 i excel·lents actuacions en concursos com el de Festa Major de Barcelona i en molts d'altres. El 1998 se celebrà amb gran ambició els 50 anys de la colla amb un espectacle al teatre l'Atlàntida de Vic, que va ser un gran èxit.
Entre el 2002 i el 2011 van ser entrenadors de la colla Riallera Quim Aguilà i Jordi Palau. En aquest període la colla va portar endavant el projecte dels tallers de sardana No Giris Cua, que s'han fet des de llavors cada primavera a la plaça Major de Vic i que el 2005 van merèixer el premi a la Iniciativa Innovadora en l'Àmbit de la Sardana atorgat per l'Obra del Ballet Popular. Amb motiu dels seixanta anys de la colla, el 2008 s'organitzà a la Llotja del Blat de Vic una exposició d'homenatge al fotògraf vigatà Ramon Camps, persona molt vinculada durant anys a l'entitat i a totes les colles sardanistes de Catalunya. L'any següent l'exposició es va poder veure al centre cívic Torre Llobeta de Barcelona. Durant aquests anys neixen noves colles dins el grup: la colla alevina Trèvol i la colla veterana Entre Boires, ambdues el 2009. La colla juvenil Montseny va guanyar el campionat de Catalunya de la seva categoria el 2007 i el 2008.
A partir de 2012 Jordi Jiménez va tornar a fer-se càrrec dels entrenaments de la colla Riallera. El 2014 es van renovar i actualitzar els vestits, aportant un aire renovador. El 2016 la colla pujà al grup A del campionat de Catalunya en categoria gran, on el 2017 feu la cinquena posició. El mateix 2017 la colla Montseny va resultar campiona de Catalunya de sardana de lluïment i campiona en punts lliures, en categoria juvenil, convertint-se en la primera colla del grup en participar en aquesta segona modalitat. Actuacions importants de les colles de l'entitat aquests darrers anys han estat a l'Aplec Internacional de Perpinyà el 2016 i en el Festival Internacional de Música Cantonigròs el 2017.